# Patricio Gabarrón
Patricio Gabarrón Gil, mais conhecido como Patric (Mula, 17 de abril de 1993) é um futebolista espanhol que atua como lateral-direito. Atualmente joga pela Lazio.

## Carreira

### Categorias de base
Patric chegou na La Masia em 2008, com 15 anos. Com muito esforço e treinamento, foi subindo de categorias

### Barcelona B
Chegou no Barcelona B na temporada 2012–13. Em 22 de setembro de 2012, estreou como profissional contra o Hércules.

### Lazio
Em 2015, acertou com a Lazio, sem haver nenhum valor pago ao Barcelona, contrato válido por 4 temporadas.

## Títulos
Barcelona
- Copa Cataluña: 2013

Lazio
- Copa da Itália: 2018–19
- Supercopa da Itália: 2019